# Grimoald I (hofmeier)
Grimoald I (rond 615 - 657 of 662) was van 640 tot 657/662 hofmeier onder de Austrasische koning Sigibert III (631-651/656).
Grimoald was de zoon van Pepijn van Landen en de heilige Ida van Nijvel. Hij werd rond 615 geboren en in 640, kort na de dood van zijn vader, werd hij hofmeier (zie Otto (hofmeier)). Na het overlijden van koning Sigibert III in 651/656 pleegde Grimoald I een staatsgreep: hij verbande de koningszoon Dagobert II naar Ierland. De zoon van Grimoald, Childebert de Geadopteerde, werd vervolgens als nieuwe koning van Austrasië ingehuldigd. In 657 zou Grimoald door de Neustrische koning Clovis II gevangen zijn genomen en veroordeeld wegens de verbanning van Dagobert II. Hij is rond 657/662 overleden. Ook andere familieleden van Grimoald werden gestraft of gedood.
Grimoald stichtte onder meer de abdijen van Stavelot en Malmedy.